# Лігерц
Лігерц (нім. Ligerz) — громада  в Швейцарії в кантоні Берн, адміністративний округ Біль.

## Географія
Громада розташована на відстані близько 28 км на північний захід від Берна.
Лігерц має площу 1,8 км², з яких на 13,1% дозволяється будівництво (житлове та будівництво доріг), 32% використовуються в сільськогосподарських цілях, 52% зайнято лісами, 2,9% не є продуктивними (річки, льодовики або гори).

## Демографія
2019 року в громаді мешкало 547 осіб (+4% порівняно з 2010 роком), іноземців було 6,6%. Густота населення становила 306 осіб/км².
За віковим діапазоном населення розподілялося таким чином: 17,6% — особи молодші 20 років, 53,9% — особи у віці 20—64 років, 28,5% — особи у віці 65 років та старші. Було 259 помешкань (у середньому 2,1 особи в помешканні).
Із загальної кількості 194 працюючих 107 було зайнятих в первинному секторі, 15 — в обробній промисловості, 72 — в галузі послуг.